# Per fi ja són vacances
Per fi ja són vacances (títol original: National Lampoon's Vacation), és una pel·lícula estatunidenca de 1983 dirigida per Harold Ramis i protagonitzada per Chevy Chase, Beverly D'Angelo, Randy Quaid, Dana Barron i Anthony Michael Hall. En la pel·lícula apareixen a més els actors John Candy i Imogene Coca, la model Christie Brinkley i l'actriu Jane Krakowski, en papers petits.
El guió va ser escrit per John Hughes, basat en la seva història curta Vacation '58, apareguda en la revista National Lampoon (encara que en la pel·lícula la història se situa el 1983).
L'èxit de la pel·lícula va ajudar a Hughes a avançar en la seva carrera: a guionista.
La pel·lícula va recaptar més de 62 milions de dòlars als Estats Units amb un pressupost estimat de 15 milions de dòlars. Actualment té un 94% de crèdits positius a Rotten Tomatoes.
Ha estat doblada al català.

## Argument
La família Griswold decideix sortir de vacances i realitza un viatge des de Chicago fins a Califòrnia en cotxe, al parc de diversions Walley World, idea del cap de la família Griswold "Clark". Aquest viatge per mitja nació, resulta ser més ardu, estrany i inversemblant del que van anticipar i passaran per tota mena de peripècies i aventures inimaginables.

## Repartiment
- Chevy Chase: Clark Griswold.
- Beverly D'Angelo: Ellen Griswold.
- Imogene Coca: Tia Edna.
- Anthony Michael Hall: Russell "Rusty" Griswold.
- Dana Barron: Audrey Griswold.
- Randy Quaid: Primo Eddie.
- Christie Brinkley: Noia en Ferrari vermell.
- John Candy: Oficial Russ Lasky.
- Eddie Bracken: Roy Walley.
- Brian Doyle-Murray: Conserge de Kamp Komfort.
- Miriam Flynn: Cosina Catherine.
- James Keach: Policia amb motocicleta.
- Eugene Levy: Ed, el venedor d'actuacions.
- Gerry Black: Davenport.
- Frank McRae: Oficial Grover.
- Jane Krakowski: Cosina Vicki.
- John P. Navin Jr.: Primer Dale.
- Nathan Cook: Home donant adreces.
- Mickey Jones: Mecànic.
- John Diehl: Ajudant de mecànic.
- Michael Talbott: Cowboy.
- Henry Gibson
- Randy Lowell: Wyatt Earp.
- James Staley: Conserge del motel.